# UV-mos
Het UV-mos (Psilolechia lucida) is een korstmos behorend tot de familie Parmeliaceae.

## Determinatie
Het is een korstvormige soort en ligt dicht op het substraat. Het thallus is zwavelgeel tot geelgroen, hoewel de kleur groener is als het oppervlak nat is. Het vormt een poederachtige tot korrelige afzetting, gedeeltelijk bezaaid met onregelmatige scheuren. Apothecia komen zeldzaam voor. Apothecia zijn convex tot bolvormig met een randloze geeloranje schijf met een wasachtig uiterlijk. De diameter is maximaal 0,3 mm. De ascosporen zitten per acht in de ascus en hebben afmetingen van 4–7 × 1–2,5 μm.

## Ecologie
UV-mos komt algemeen voor op verticale beschaduwde steen, zelden ook op bomen. Het kan grote oppervlakten van stenen en rotsen bedekken. Het nestelt zich op zure rots (silicaat of zandsteen), bijna altijd op schaduwrijke, tegen regen beschermde plaatsen, zoals overhangende rotsen. Het is ook te vinden op antropogene ondergronden zoals muren of grafstenen.

### Syntaxonomie

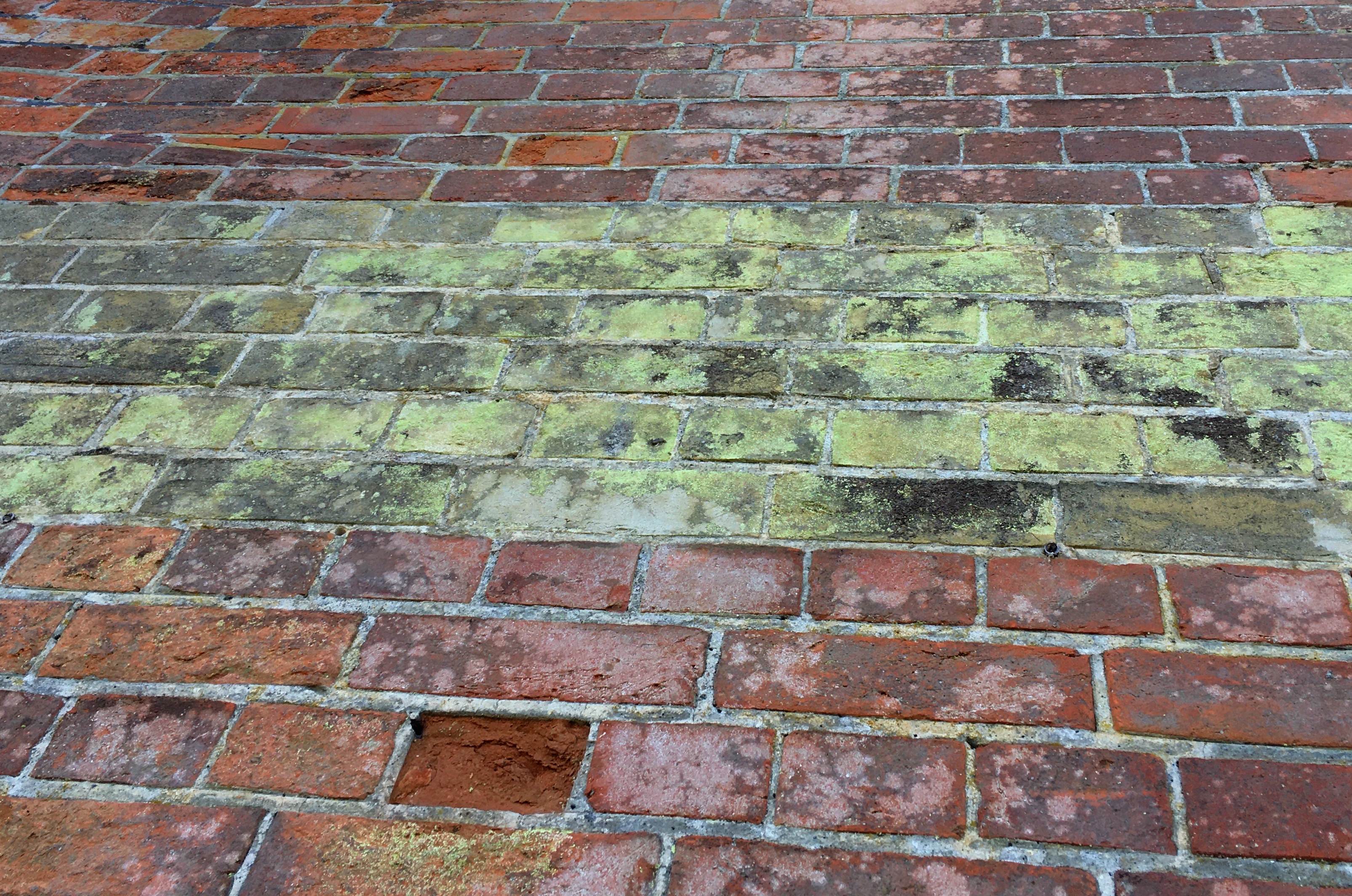
Een vegetatieaspect van de door UV-mos-gedomineerde UV-mos-associatie.

UV-mos is een kensoort van de poederkorst-klasse en heeft zijn optimum in de UV-mos-associatie (Psilolechietum lucidae).

## Verspreiding
De soort heeft een kosmopolitische verspreiding. In Europa loopt de noordelijke grens van het verspreidingsgebied door het zuiden van Fennoscandinavië. In Azië is Psilolechia lucida gemeld uit Japan; in het Midden-Oosten is het waargenomen in Turkije; in Afrika is het bekend van de Canarische Eilanden en Madeira. In Zuid-Amerika is het alleen gemeld vanuit Bolivia en Chili. Het is ook gevonden in Oceanië, Midden-Amerika, en het Antarctisch Schiereiland.